# Якокит
Якокит (якут. Якокит) —  село  в Алданском районе Республики Саха (Якутии) России. Входит в Городское поселение посёлок Нижний Куранах.

## География
Расположено на берегу реки Якокит (бассейн р. Алдана). Расстояние до административного центра 47 км.

## История
Основан в 1931 году. С 1956 до 1970 года существовал совхоз «Якокит» на котором выращивали картошку, капусту и другие овощи для золотодобытчиков. В 1970 году его объединили с совхозом «Ударник».

## Климат
| Показатель                    | Янв.  | Фев.  | Март  | Апр. | Май  | Июнь  | Июль  | Авг.  | Сен. | Окт. | Нояб. | Дек.  | Год  |
| ----------------------------- | ----- | ----- | ----- | ---- | ---- | ----- | ----- | ----- | ---- | ---- | ----- | ----- | ---- |
| Средний суточный максимум, °C | −24,1 | −20,9 | −11   | −1,9 | +8,7 | +19   | +21,7 | +17,6 | +6,9 | −4,5 | −16,6 | −23,5 | −2,4 |
| Средняя температура, °C       | −25   | −22,4 | −13   | −4,1 | +5,8 | +16,2 | +18,2 | +14,6 | +4,9 | −5,8 | −17,6 | −24,2 | −4,4 |
| Средний суточный минимум, °C  | −26   | −23,8 | −14,9 | −6,3 | +2,9 | +13,3 | +14,7 | +11,5 | +2,9 | −7   | −18,6 | −24,8 | −6,3 |
| Норма осадков, мм             | 19    | 15    | 29    | 45   | 66   | 30    | 58    | 59    | 78   | 41   | 21    | 18    | 479  |
| Источник:                     |       |       |       |      |      |       |       |       |      |      |       |       |      |

## Инфраструктура
Через село проходит Амуро-Якутская автомобильная магистраль. Функционирует неполная средняя общеобразовательная школа, детский сад и почтовое отделение. Имеется детская и спортивная площадка. Также находится вышка связи.

## Экономика
С 2010 года, ООО "Ассоциация строителей АЯМ" в Алданском районе Якутии реализует сельскохозяйственный проект "Якокитский агрогородок": коровник, коровник-телятник, молочно-товарная ферма, сельхозугодья площадью 16 267 550 кв.м, цех по переработке 2 тонн молока в сутки, сенохранилище, 200 голов крупного рогатого скота, убойный цех, теплицы для выращивания овощей.

## Население
| 2002 | 2010 | 2021 |
| ---- | ---- | ---- |
| 397  | ↘328 | ↘201 |

Мужчины — 48,8 %, женщины — 51,2 %.